# Cryptoblepharus ater
Cryptoblepharus ater es una especie de saurópsido escamado de la familia Scincidae.
Es endémico de la isla de Gran Comora.
Se encuentra amenazada por la pérdida de su hábitat natural.